# かれい (グリム童話)
『かれい』(Die Scholle, KHM 172)は、グリム童話に収められている物語のうちの1つである。

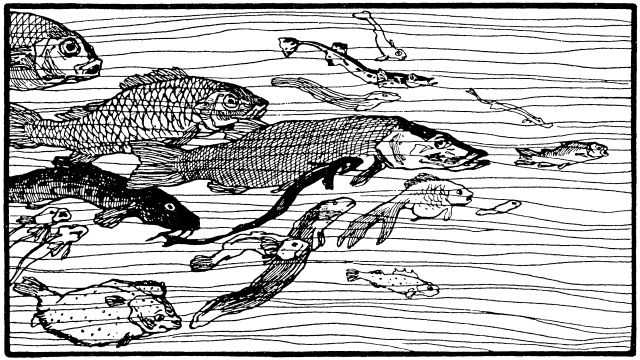
魚が競争をする、オットー・ウベローデによるイラスト（1909年）。

## あらすじ
魚の国ではそれぞれが好き勝手に泳いでおり、秩序というものが全くなかった。そこで魚たちは、人間のように王さまを決めて国を統治してもらおうと考え、王さまを泳ぎの競争で決めることにした。
いざ競争が始まると、にしんやかます、かわぎすが先頭をきってゆく。泳ぎが苦手で遅れてしまったかれいは、にしんが一番速いと聞いて、「にしんは裸ではないか」とあざけってしまう。
その罰として、かれいの口は斜めに付けられることとなってしまった。